# Jane Rosenthal
Jane Rosenthal (Colorado, 21 de setembro de 1956) é uma produtora cinematográfica norte-americana e co-fundadora da Tribeca Enterprises, responsável pelo Festival de Cinema de Tribeca.